# Janosz Habowda
Janosz Pawłowycz Habowda, ukr. Янош Павлович Габовда, węg. János Gabovda, ros. Янош Павлович Габовда, Janosz Pawłowicz Gabowda (ur. 16 lipca 1941 we wsi Kluczarki, Podkarpacki Kraj Autonomiczny, Królestwo Węgier, zm. 16 lipca 1986 w Mukaczewo, w obwodzie zakarpackim) – ukraiński piłkarz pochodzenia węgierskiego, grający na pozycji napastnika.

## Kariera piłkarska
Urodził się w wielodzietnej rodzinie (miał 12 braci i sióstr). Karierę piłkarską rozpoczął w miejscowym klubie Werchowyna Użhorod. Potem bronił barw drużyny z podmoskiewskiego miasta Sierpuchow. Do Karpat Lwów przeszedł w 1968 z Lokomotywa Winnica. Wyróżniał się grą głową. Od 1972 po dwa sezony występował w klubach Łokomotyw Winnica i Bukowyna Czerniowce. 16 lipca 1986 zmarł w wieku 45 lat.

## Sukcesy i odznaczenia

### Sukcesy klubowe
- mistrz Pierwszej Ligi ZSRR: 1970
- zdobywca Pucharu ZSRR: 1969

### Sukcesy indywidualne
- król strzelców Pierwszej Ligi ZSRR: 1968 (24 goli), 1970 (24 goli)
- 3. miejsce w plebiscycie na najlepszego piłkarza Ukraińskiej SRR: 1970
- wybrany do listy 33 najlepszych piłkarzy Ukraińskiej SRR: 1970

### Odznaczenia
- nagrodzony tytułem Mistrza Sportu ZSRR: 1967